# 光孝海底山
光孝海底山（英語：Koko Seamount），又稱光孝海底平頂山，是一座位於太平洋夏威夷－皇帝海山鏈的海底平頂山。

## 其他條目
光孝天皇